# كيت هوليوود
كيت هوليوود (بالإنجليزية: Kate Hollywood) هي لاعب هوكي الحقل أسترالية، ولدت في 28 مايو 1986 في Gymea Bay, New South Wales ‏ في أستراليا.

## وصلات خارجية
- كيت هوليوود على موقع الاتحاد الدولي للهوكي (الإنجليزية)
- كيت هوليوود على موقع اللجنة الأولمبية الدولية (الإنجليزية)
- كيت هوليوود على موقع أوليمبيديا (الإنجليزية)
- كيت هوليوود على موقع اللجنة الأولمبية الأسترالية (الإنجليزية)
- كيت هوليوود على موقع اتحاد ألعاب الكومنولث (مؤرشف) (الإنجليزية)
- كيت هوليوود على موقع دورة ألعاب الكومنولث 2006 (مؤرشف) (الإنجليزية)